# Johann Joseph Fux

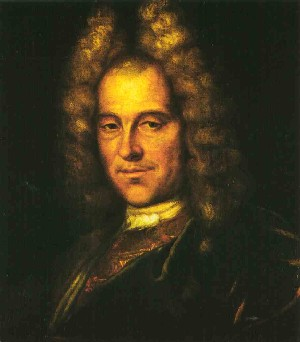
Johann Joseph Fux, um 1717

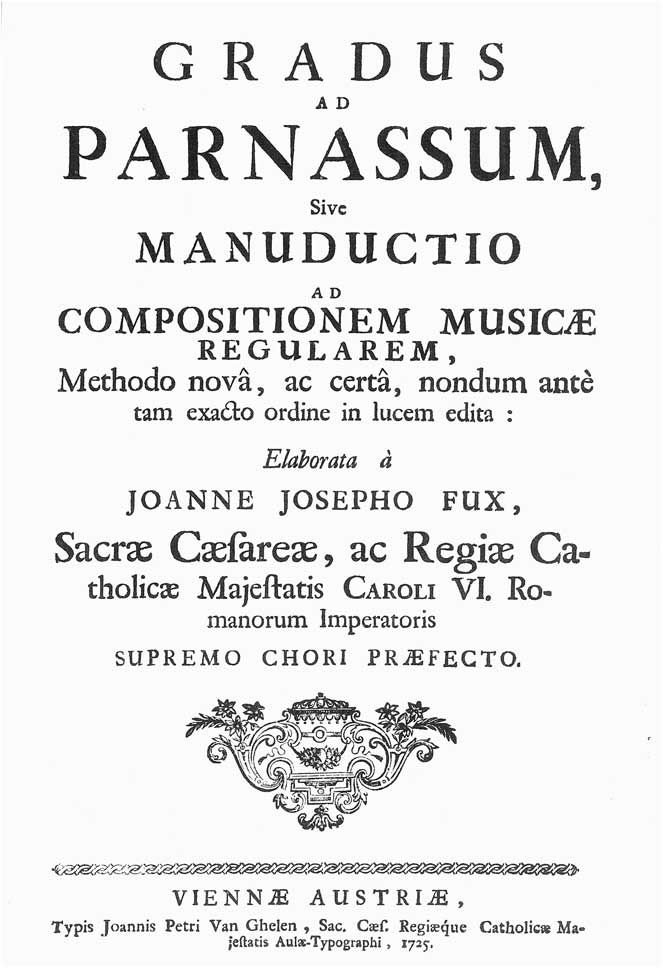
Gradus ad Parnassum von Johann Joseph Fux (1725)

Johann Joseph Fux (* um 1660 in Hirtenfeld bei Graz, Steiermark; † 13. Februar 1741 in Wien) war ein österreichischer Komponist und Musiktheoretiker. In Wien wirkte er als Hofkapellmeister.

## Leben

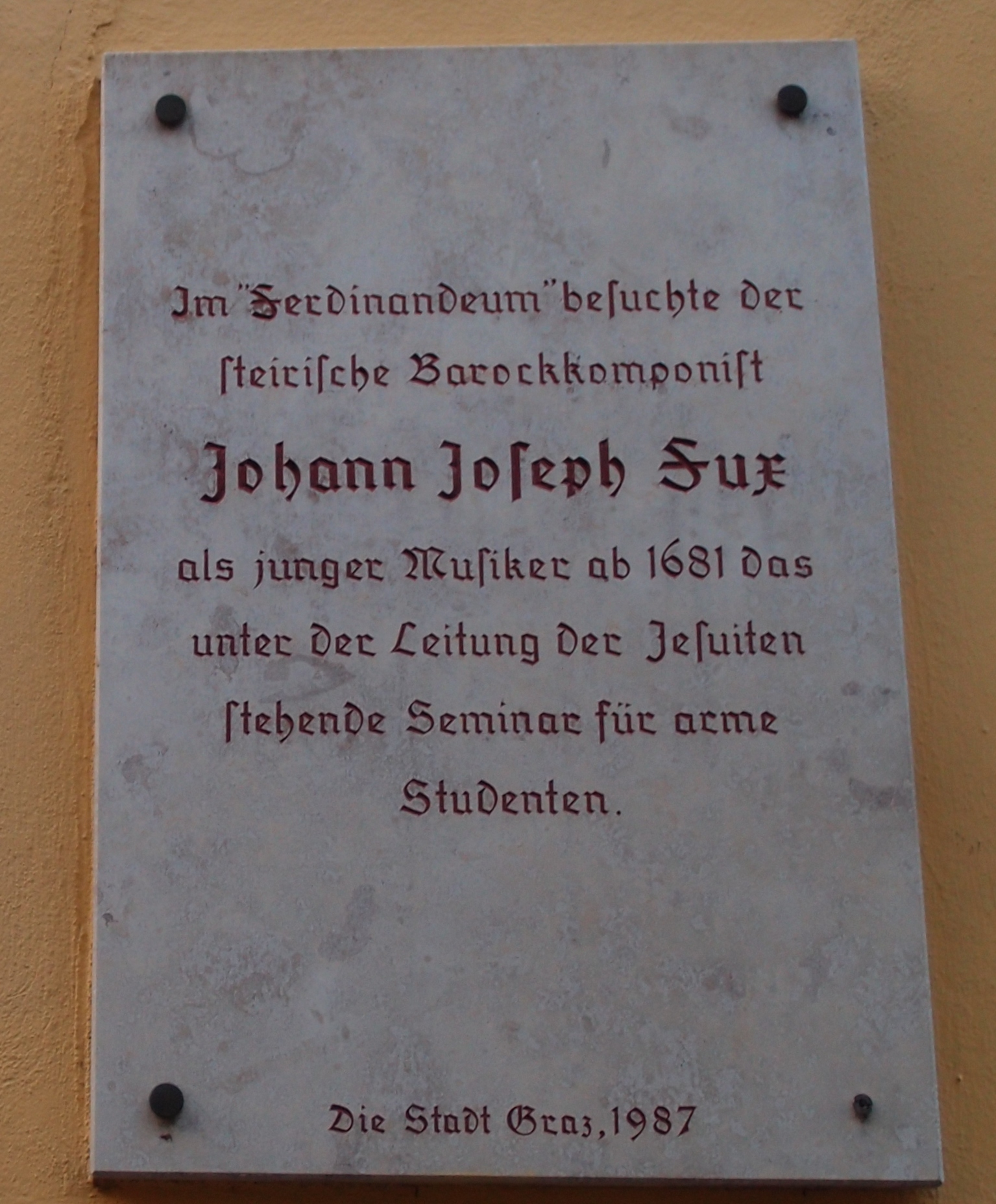
Tafel zur Erinnerung an den jungen Musiker Fux in Graz, Färbergasse 11

Johann Joseph Fux wurde ungefähr 1660 als Bauernsohn in Hirtenfeld (Steiermark) geboren. Der Ort gehörte damals zur Pfarre St. Marein, war bis 2014 Teil der Gemeinde Langegg bei Graz und ist seitdem der Pfarre und Gemeinde Nestelbach bei Graz zugehörig. Die Eltern waren Andreas und Ursula Fux. Über sein frühes Leben ist nur bekannt, dass er um 1680 an der Universität Graz und von 1683 bis 1687 an der Universität Ingolstadt studierte.
Am 5. Juni 1696 heiratete er Juliana Clara, Tochter des niederösterreichischen Regierungssekretärs Johann Josef Schnitzenbaum. Im gleichen Jahr wurde er zum Organisten am Schottenstift in Wien ernannt. Er behielt diesen Posten bis 1702.
Dadurch wurde der kaiserliche Hof auf ihn aufmerksam und ernannte ihn 1698 zum „Hofcompositeur“. 1701 wurde er Kapellmeister am Stephansdom. 1712 wurde er Vizehofkapellmeister der Wiener Hofmusikkapelle, nach dem Tod von Marc’Antonio Ziani 1715 Hofkapellmeister, eines der wichtigsten Ämter im europäischen Musikleben der damaligen Zeit. Zugleich wirkte er von 1713 bis 1718 als Hofkapellmeister der Kaiserinwitwe Wilhelmine Amalie.
Daneben unterrichtete Fux auch Komposition. Zu seinen Schülern zählten Georg Christoph Wagenseil, Gottlieb Muffat und Jan Dismas Zelenka.
Seine Ehe blieb kinderlos. Seine Frau starb am 8. Juni 1731. Er selbst starb 81-jährig am 13. Februar 1741 in Wien. Das Johann-Joseph-Fux-Konservatorium Graz ist nach ihm benannt.

## Werke
Fux’ einflussreichstes Werk war die Kompositionslehre Gradus ad Parnassum (1725), ein Lehrbuch über die Grundlagen des Kontrapunkts. Das auf Latein verfasste Werk hat 1742 Lorenz Christoph Mizler, ein Schüler J. S. Bachs, ins Deutsche übersetzt. Es beeinflusste maßgeblich die Wiener Schule und diente bis ins 20. Jahrhundert hinein als Lehrbuch des Kontrapunkts.
Fux schuf Werke in allen in seinem Wirkungsbereich geschätzten Gattungen und verlieh darin allgemeinen barocken Stilmerkmalen eine persönliche Note. Fux’ breit gefächertes musikalisches Werk umfasst 18 Opern, rund 50 Messen, drei Requien, 57 Vespern und Psalmvertonungen sowie zehn Oratorien und 29 Partiten und Sonaten.
Die über 30 Triosonaten von Fux sind meist dreisätzig mit einer schnellen Fuge zwischen zwei langsamen Sätzen oder zwei raschen fugierten Außensätzen und einem langsamen Zentrum. Vorbildlich dürften Opern- und Oratorieneinleitungen gewirkt haben, Kirchensonaten konnten für diese Funktion übernommen werden wie auch Introduktionen als eigenständige Werke ausgegliedert wurden.
In den Orchestersuiten verarbeitet Fux neben französischen Vorbildern auch solche einer „lokalen“ Tradition österreichischer Ballettsuiten von Johann Heinrich Schmelzer, Alessandro Poglietti und Heinrich Ignaz Franz Biber. Neben dem Suitenzyklus Concentus musico-instrumentalis mit unterschiedlichen Ensemblebesetzungen stehen stark ornamentierte Suiten für Tasteninstrumente.
In den festlichen Opern von Fux dienen doppelte Gruppen von Pauken und Trompeten als musikalisches Symbol des Kaisers. Die formelle Anlage folgt konservativen Normen mit Da-capo-Arien und formalisierten Rezitativen statt Szenen-Komplexen. Accompagnati dienen der Hervorhebung dramatischer Schlüsselstellen. Die Prinzipien der italienischen Opera Seria werden also am imperialen Hof für die Affirmation des absolutistischen Herrschers konsequent umgesetzt. Ein Beispiel für seine Bühnenwerke ist die Geburtstagsoper für Kaiser Karl VI. aus dem Jahre 1715 Orfeo ed Euridice, welche auf einem Libretto von Pietro Pariati basiert. Ebenfalls auf ein Libretto von Pariati komponierte er seine vielleicht bekannteste Oper Costanza e fortezza (mit Ballettmusiken von Nicola Matteis dem Jüngeren), die 1723 in Prag anlässlich der Krönung von Kaiser Karl VI. zum König von Böhmen aufgeführt wurde. Seine festa teatrale La corona d’Arianna entstand 1726 zum Geburtstag der Kaiserin Elisabeth. Seine letzte Serenata war die 1731 ebenfalls zum Geburtstag der Kaiserin komponierte festa teatrale Enea negli Elisi overo Il tempio dell’eternità auf ein Libretto des neuen Hofdichters Pietro Metastasio.
Fux schrieb seine Oratorien für die Wiener Hofburgkapelle, die meisten datieren zwischen 1714 und 1720. Die Arien haben Da-capo-Form, Chorfugen beschließen die beiden Teile der Werke.
Obwohl Fux wegen seines Lehrwerk Gradus ad parnassum als Bewahrer des strengen Stils angesehen wird, dominieren in seinem Messschaffen Werke in moderner Schreibweise. Die Stilistik folgt den Normen am Habsburgerhof: zu Bußzeiten kontrapunktischer A-cappella-Stil, an normalen Sonntagen „mediocrer“ konzertierender Stil, der für Hochfeste zu feierlicherem Charakter im „solennen“ Stil gesteigert wird. Das „solenne“ Idiom wurde in der Gattung Missa solemnis für Jahrzehnte zentral für das musikalische Leben in Wien, die besondere Leistung von Fux kann jedoch in der vorbildlichen Gestaltung des „mediocren“ Stils mit kurzen kontrastierenden Sätzen, lebhaftem Bass, obligaten Instrumenten und Abwechslung zwischen Tutti und Solo gesehen werden. Es kommt zur Gegenüberstellung ganz unterschiedlicher Stile und Satztechniken: In der Missa Confidentiae K 8 trifft gelehrter Kontrapunkt mit Fuge in Augmentation auf Soloabschnitte mit konzertanten Violinen und auf Homophonie. Auch „vorklassische“ Elemente mit „arienhaftem, neapolitanischen Einschlag“ finden sich im „mediocren“ Stil von Fux. Ähnliche stilistische Vielfalt zeigt die Missa Corporis Cristi K 10 im „solennen“ Stil mit hohem technischen Anspruch an Sänger und Instrumentalisten, wobei hier auch die Posaunen konzertant behandelt sind. Zum Typ der Missa solemnis gehört ferner das Requiem K 51–53, auch „Kaiser-Requiem“ genannt, da es nach anderen Anlässen auch 1740 zum Begräbnis von Kaiser Karl VI. zur Aufführung gelangte.
In den Messen, die bestimmte Tugenden im Namen tragen, vermeidet Fux die individualisierte Repräsentation dieser Tugenden und setzt an die Stelle affektiven Ausdrucks die universalisierende Auffassung von der Dauerhaftigkeit der habsburgischen Souveränität. Das bedeutet jedoch keinen generellen Verzicht auf eindrucksvolle Affektdarstellungen in der geistlichen Musik, und ausdrucksvolle Textschilderung steht auch in den A-cappella-Kompositionen vor der Linearität der Stimmen nach dem Vorbild Palestrinas.
Für Graduale und Alleluja wählte Fux eine unübliche Form: Er verband sie zu einem einzigen Stück, wobei die Abschnitte jeweils durch eine Bass-Intonation eingeleitet werden, wie es oft beim Introitus anzutreffen ist.
Im Orchester von Fux waren die Holzblasinstrumente Oboe und Fagott wesentlich, sein favorisiertes solistisch eingesetzte Instrument war jedoch das Chalumeau.
Einen ersten Versuch einer systematischen Zusammenstellung der Werke von Fux unternahm 1835 der Wiener Autographensammler Aloys Fuchs mit seinem Thematische[n] = Catalog über säm[m]tliche Compositionen von Joh. Jos. Fux. 1872 veröffentlichte der Musikhistoriker und Mozart-Forscher Ludwig Ritter von Köchel sein bis heute verwendetes Standardwerk Johann Josef Fux. Hofkompositor und Hofkapellmeister der Kaiser Leopold I, Joseph I, und Karl VI, von 1698 bis 1740. Diverse Ergänzungen von Andreas Liess, Hellmut Federhofer, Friedrich Wilhelm Riedel und Thomas Hochradner brachten wichtige Vervollständigungen bei den Quellen und korrigierten den Werkbestand durch Neufunde bzw. Aufdeckung von Fehlzuschreibungen. Das aktuelle, 2016 von Thomas Hochradner neu erarbeitete Thematische Verzeichnis der Werke von Johann Joseph Fux (Band I: Musiktheoretische und Musikpädagogische Werke, Dramatische Werke, Instrumentalwerke, Wien 2016; Band II: Kirchenmusikalische Vokalwerke, Weltliche Vokalwerke, Anhänge) ersetzt die bisherigen Verzeichnisse und bietet erstmals eine einheitliche, systematische Nummerierung sämtlicher bekannter und erhaltener Fux-Werke.
Einige der Werke Fux’ wurden in der Reihe Denkmäler der Tonkunst in Österreich seit Anfang des 20. Jahrhunderts unter anderem von Guido Adler, Johann Evangelist Habert, Egon Wellesz und Erich Schenk herausgegeben. 1955 wurde die Johann-Joseph-Fux-Gesellschaft gegründet, die 1959 die Fux-Gesamtausgabe initiierte. Bis 2010 erschienen 37 Bände mit insgesamt 143 Werken. Ferner erschienen in Deutschland gegen Ende des 20. Jahrhunderts einige praktische Ausgaben von geistlichen Werken, vor allem Messen. Die 2015 neu gegründete historisch-kritische Ausgabe Johann Joseph Fux – Werke herausgegeben vom Institut für kunst- und musikhistorische Forschungen an der Österreichischen Akademie der Wissenschaften unter der Editionsleitung von Gernot Gruber und Herbert Seifert soll das Œuvre des Komponisten für die Musikforschung (kritische Editionen) wie für die Musikpraxis (Stimmenmaterial) wieder zugänglich machen.

## Wirkung
Im Gegensatz zum Gradus ad Parnassum war den musikalischen Werken keine durchgängige Aufmerksamkeit beschieden. Die Pioniere der österreichischen Musikgeschichte Raphael Georg Kiesewetter und Simon Molitor boten die Messa canonica, das Oratorium La Deposizione della Croce und Instrumentalwerke. Ein Fux-Artikel erschien 1820 in der Allgemeinen musikalischen Zeitung mit besonderer Rücksicht auf den Österreichischen Kaiserstaat. Patriotische Motivation liegt auch dem Fux-Buch (1872) und Werkverzeichnis von Ludwig von Köchel zugrunde.
Seine „Missa Purificationis“ für Soli, gemischter Chor, Streicher und Orgelcontinuo wurde am 28. September 1975 im Rahmen eines Konzerts im Salzburger Doms aufgeführt.
Die seit der Uraufführung im Jahr 1723 nicht mehr szenisch realisierte Krönungsoper Costanza e fortezza wurde im Rahmen der Veranstaltungen der Kulturhauptstadt Europas 2015 Pilsen beim Festival 9 Týdnů Baroka 2015 (9 Barockwochen 2015) zum ersten Mal wieder als Bühnenwerk aufgeführt. Die Premiere fand am 31. Juli in der Windisch-Grätz-Reitschule in Světce, einem Ortsteil von Tachov, statt.
Seit 2018 werden bei der Styriarte in Graz Fux-Festspiele veranstaltet, in deren Rahmen verschiedene Opern des Komponisten wieder aufgeführt werden (2018: Julo Ascanio, 2019: Dafne in lauro, 2021: Psiche, 2022: La corona d’Arianna).
Die Abendmusik Basel, im November 2021 in der Predigerkirche, war in Gänze diesem Komponisten gewidmet.

## Werkausgaben
- Johann Joseph Fux-Gesellschaft Graz in Verbindung mit der Österreichischen Akademie der Wissenschaften (Hrsg.): Johann Joseph Fux, Sämtliche Werke. Adeva, Graz 1959–2014.
- Austrian Centre for Digital Humanities and Cultural Heritage (ACDH-CH) an der Österreichischen Akademie der Wissenschaften (Editionsleitung: Gernot Gruber, Herbert Seifert) (Hrsg.): Johann Joseph Fux – Werke. Hollitzer Verlag, Wien 2016 ff., ISSN 2616-8960.
  - A/I/1 Missa Sti. Joannis Nepomucensis. K 34a, vorgelegt von Ramona Hocker und Rainer J. Schwob. 2016, ISBN 978-3-99012-292-1, ISMN 979-0-50270-000-3.
  - A/IV/1 Te Deum-Vertonungen. K 271 und L 35, vorgelegt von Ramona Hocker und Robert Klugseder. 2017, ISBN 978-3-99012-435-2, ISMN 979-0-50270-003-4.
  - B/I/1 Giunone placata. FuxWV II.2.19 (K 316), vorgelegt von Alexander Rausch. 2018, ISBN 978-3-99012-474-1, ISMN 979-0-50270-007-2.
  - B/I/2 Dafne in lauro. FuxWV II.2.11 (K 308), vorgelegt von Alexander Rausch. 2020, ISBN 978-3-99012-864-0, ISMN 979-0-50270-016-4.
  - B/I/3 Gli ossequi della Notte. FuxWV II.2.9 (K 305), vorgelegt von Alexander Rausch. 2022, ISBN 978-3-99012-885-5, ISMN 979-0-50270-018-8.